# Sacharowo (Rjasan, Sacharowski)
Sacharowo (russisch Заха́рово) ist ein Dorf (selo) in der Oblast Rjasan in Russland mit 2739 Einwohnern (Stand 14. Oktober 2010).

## Geographie
Der Ort liegt etwa 40 km Luftlinie südwestlich des Oblastverwaltungszentrums Rjasan am Oberlauf der Schraka, eines kleinen linken Zuflusses des rechten Oka-Nebenflusses Pronja.
Sacharowo ist Verwaltungszentrum des Rajons Sacharowski sowie Sitz der Landgemeinde Sacharowskoje selskoje posselenije, zu der außerdem die zwei Dörfer Katagoschtscha (2,5 km westlich) und Spasskije Wysselki (5 km östlich) gehören.

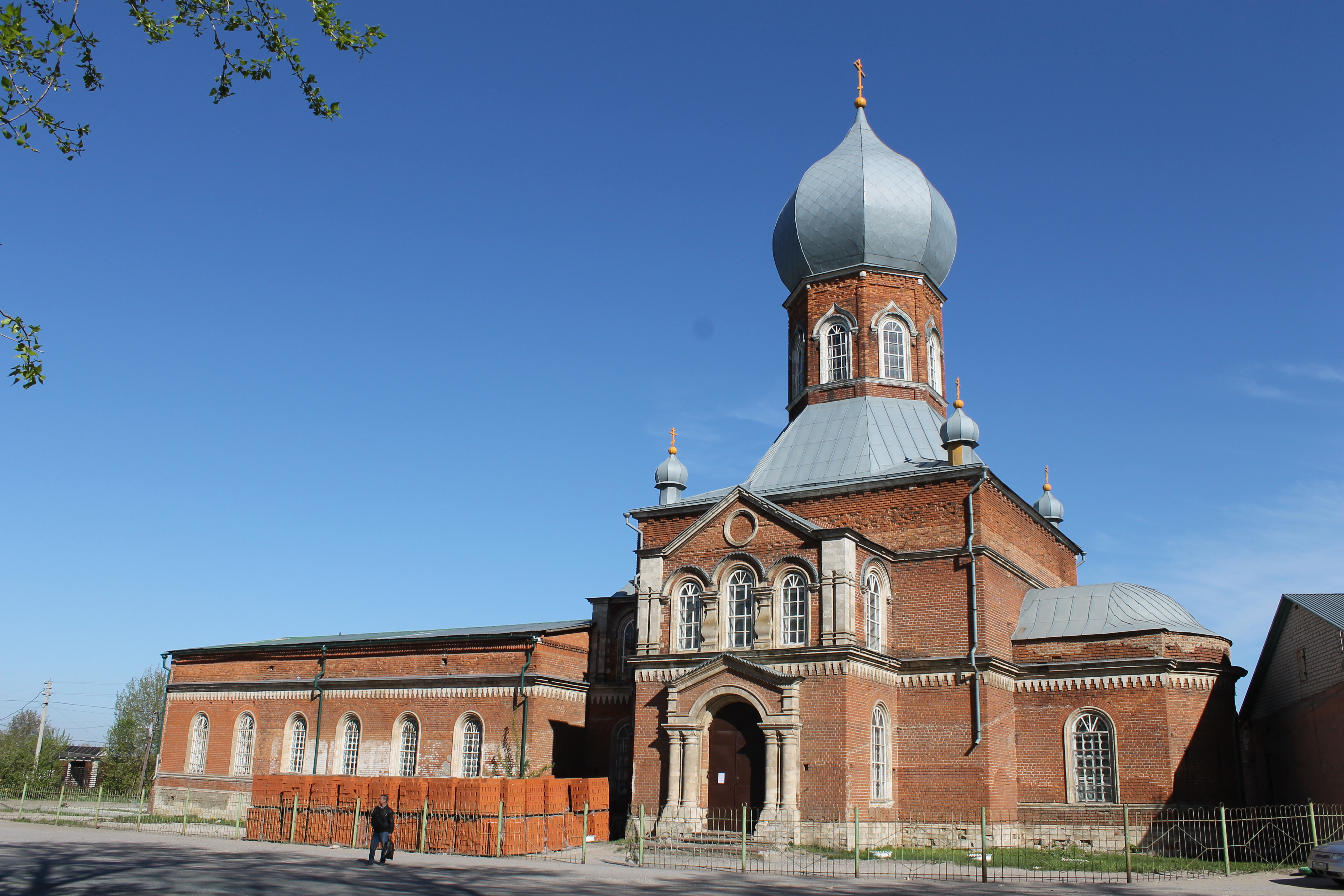
Apostel-Johannes-Kirche (1869)
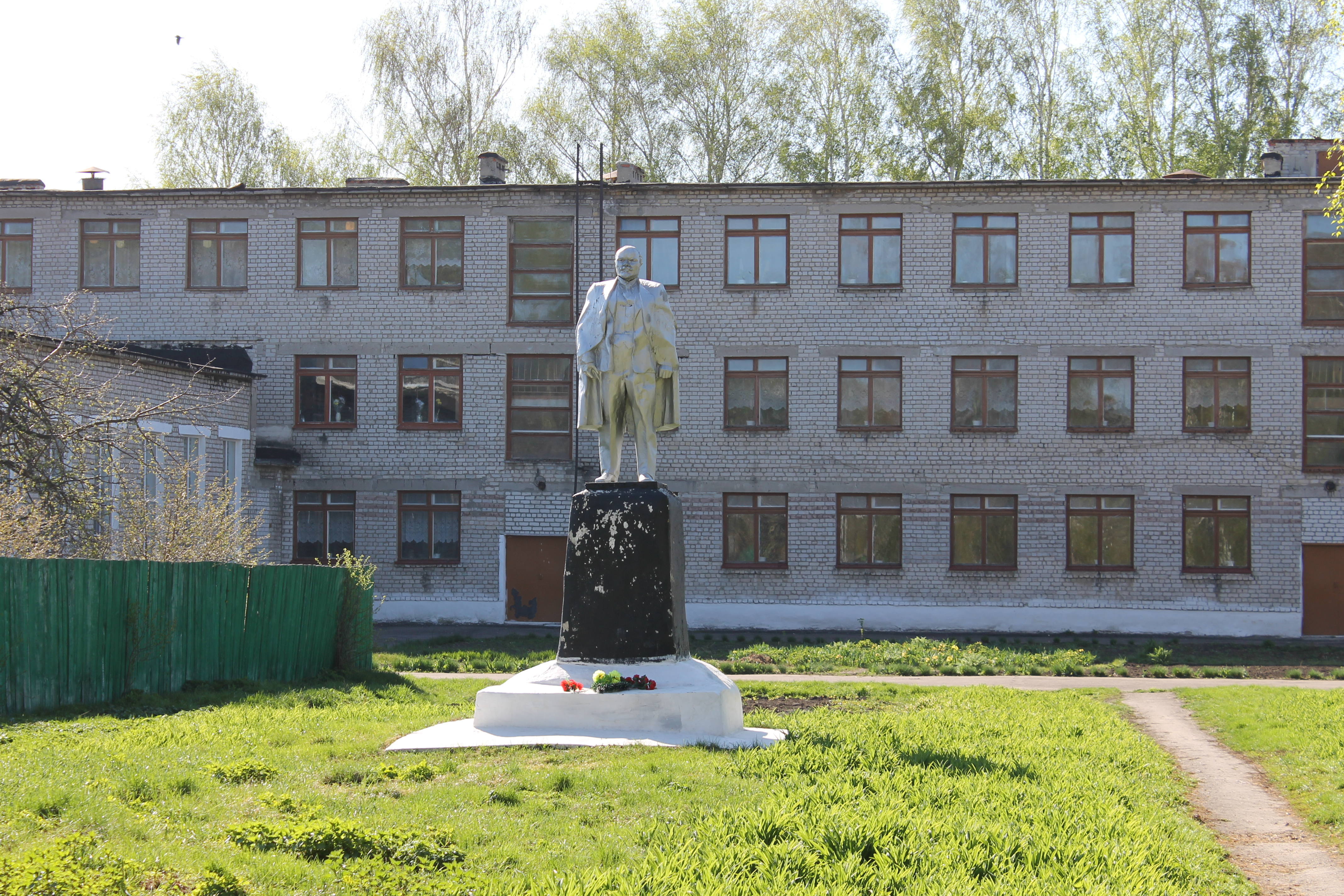
Schule mit Lenin-Denkmal
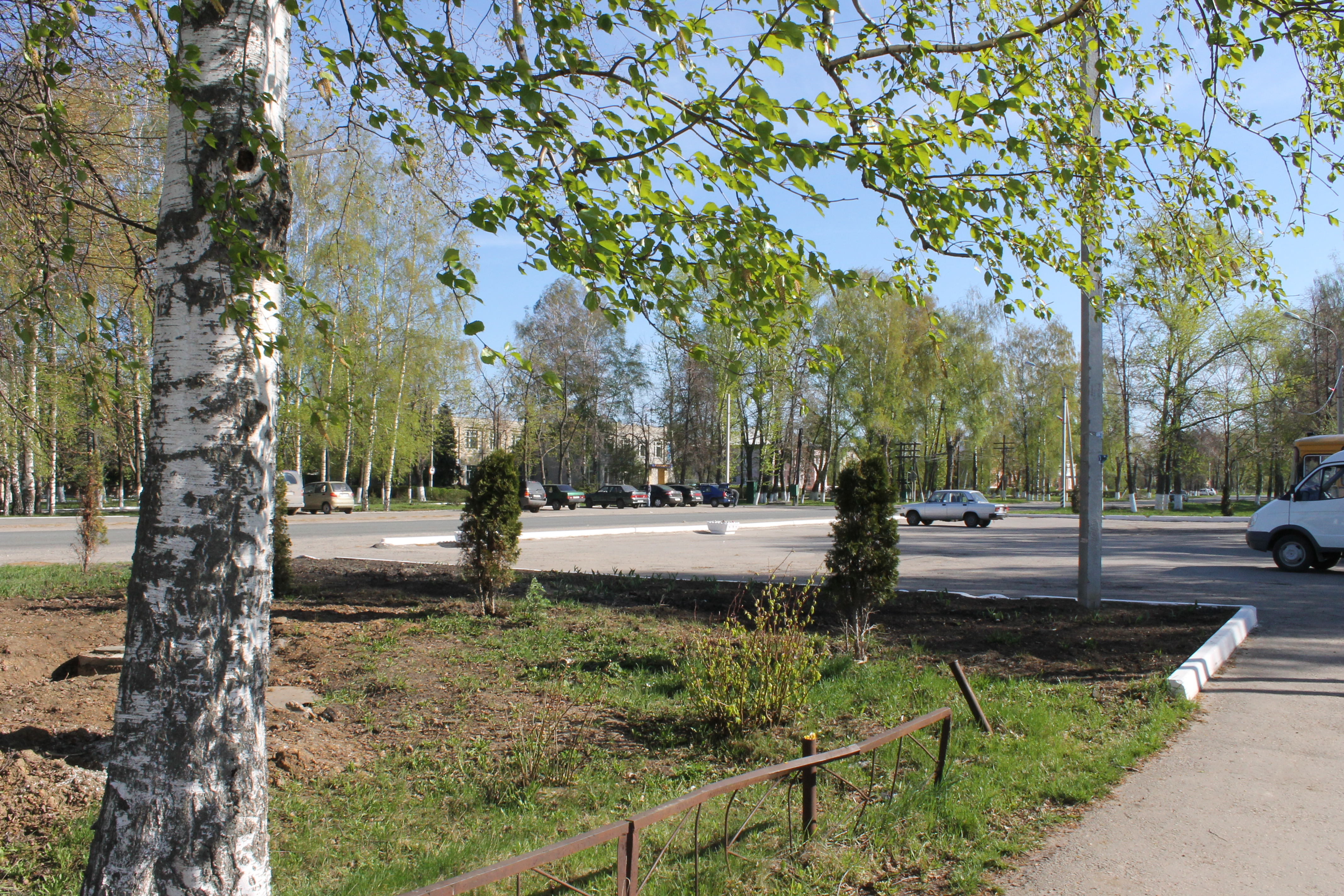
Zentraler Platz des Ortes

## Geschichte
Der Ort wurde 1654 vom Bauern Michail Woronin aus dem 8 km nordöstlich gelegenen Dorf Sacharowka (heute Jelino) als Ausbau (russisch im Plural wysselki) gegründet. Zunächst trug er daher die Bezeichnung Sacharowskije Woronji wysselki. Bis ins 19. Jahrhundert erreichte die Ansiedlung eine ähnliche Größe wie Sacharowka und wurde 1869 eigenständiges Dorf unter dem verkürzten offiziellen Namen Sacharowskije wysselki. Es gehörte zur Wolost Popadjino – der namensgebende Ort liegt in unmittelbarer Nähe zu Sacharowka/Jelino – im Ujesd Michailow des ab 1796 bestehenden Gouvernements Rjasan.
1917 wurde der Ort selbst Sitz einer Wolost. Am 12. Juli 1929 entstand der Sacharowski rajon, dessen Sitz sich zunächst in Popadjino befand, aber am 10. April 1932 nach Sacharowskije wysselki verlegt wurde. Zugleich erfolgte die Umbenennung des Ortes in Sacharowo-1 sowie von Sacharowka in Sacharowo-2. Seit der noch in den 1930er-Jahren erfolgten erneuten Umbenennung von Sacharowo-2 in Jelino heißt das Dorf nur noch Sacharowo.
Im Zweiten Weltkrieg erreichte die deutsche Wehrmacht das Dorf am 25. November 1941 als Punkt ihres weitesten Vordringens in Richtung Rjasan, zog sich jedoch noch am selben Tag auf das gut 20 km südwestlich gelegene Michailow zurück, das sie bis zur Gegenoffensive der Roten Armee noch knapp zwei Wochen hielt.
Von 1963 bis 1965 war der Rajon vorübergehend aufgelöst und sein Gebiet unter den umliegenden Rajons aufgeteilt.

### Bevölkerungsentwicklung
| Jahr | Einwohner |
| ---- | --------- |
| 1897 | 1754      |
| 1939 | 1684      |
| 1959 | 1418      |
| 1970 | 2185      |
| 1979 | 2767      |
| 1989 | 3174      |
| 2002 | 2956      |
| 2002 | 2739      |

Anmerkung: Volkszählungsdaten

## Verkehr
Sacharowo liegt an der föderalen Fernstraße R132, die von Kaluga über Tula und Michailow (an der R22 Kaspi) nach Rjasan (an der M5 Ural) führt. Die nächstgelegene Bahnstation befindet sich in Michailow bei Kilometer 202 der Strecke Moskau – Pawelez – Bogojawlensk.